# Mircea Zamfir
Pour les articles homonymes, voir Zamfir.
Mircea Zamfir, est un gymnaste aérobic roumain, né le 29 mai 1985 à Bucarest, en Roumanie.

## Palmarès

### Championnats du monde
- 2012 à Sofia, Bulgarie
  -  en Solo
  -  en Trio
  -  en Groupe
- 2010 à Rodez, France
  -  en Solo
  -  en Trio
  -  en Groupe
- 2008 à Ulm, Allemagne
  -  en Trio
- 2006 à Nankin, Chine
  -  en Solo
  -  en Trio

### Championnats d'Europe
- 2013 à Arques, France
  -  en Solo
- 2011 à Bucarest, Roumanie
  -  en Trio
- 2009 à Liberec, République tchèque
  -  en Trio
  -  en Groupe
  -  en Solo
- 2007 à Szombathely, Hongrie
  -  en Solo
  -  en Trio
- 2005 à Coimbra, Portugal
  -  en Trio